# Smart lock

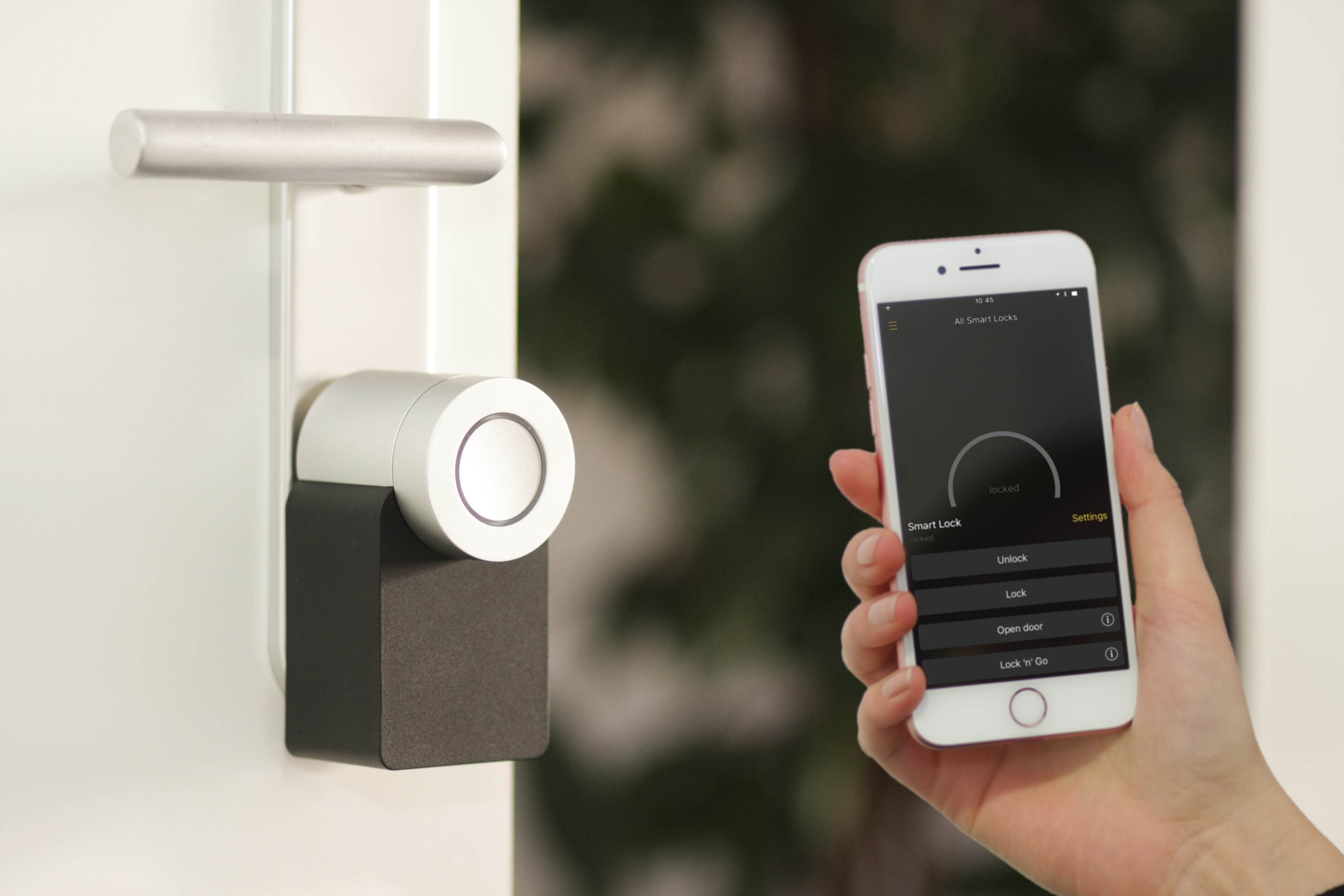
Un smartphone Apple télécommande un smart lock de marque Nuki au moyen de l'application dédiée.

Un smart lock (anglais pour serrure intelligente), smartlock ou serrure connectée est une serrure électromécanique pouvant être verrouillée ou déverrouillée par la programmation d'un périphérique autorisé. Ces programmations sont réalisées au moyen d'un protocole de transmission sans fil et d'une clé cryptographique. Contrairement aux serrures électroniques ordinaires, un smart lock surveille également tous les accès et peut définir des actions automatiques, telles que l'envoi de notifications de problèmes à d'autres périphériques.
Les smart locks sont généralement considérés comme faisant partie du sujet Smart Home.

## Fonction

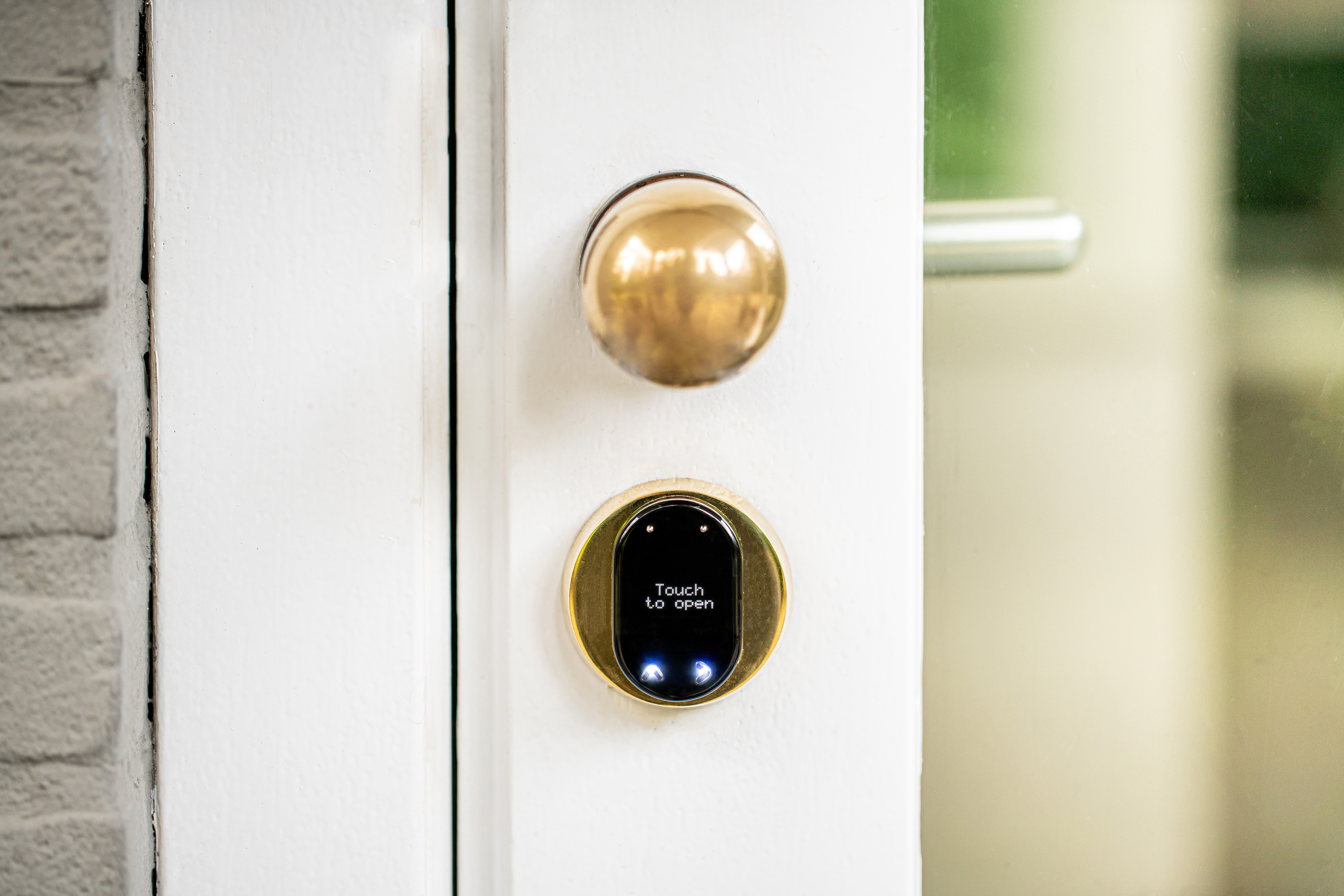
Serrure connectée ne possédant pas de trou de serrure et ne fonctionnant qu'avec une application ou un code.

Tout comme les serrures ordinaires, les smart locks se composent d'une serrure et d'une clef. Le verrouillage en lui-même n'est pas vraiment différent de celui des serrures ordinaires, à verrous ou boulons, empêchant l'ouverture de la porte. Certains fabricants continuent à utiliser ce type standard de serrure. Le smart lock est dans ce cas essentiellement un ajout qui, sur demande d'une « clé intelligente » (Smart Key), fait tourner la clé réelle et déverrouille ainsi la serrure.
Contrairement à la serrure, la clé n'est pas physique, elle est sous forme d’un code numérique. Ce dernier doit, au moyen d'un interface sans fil, être transféré d'un périphérique approuvé au smart lock pour qu'il se déverrouille. Les smartphones ayant une certaine app installée sont ainsi utilisés comme périphériques. D'autre part, la plupart des smart locks supportent également des porte-clés (« Key Fobs ») spécifiques qui transmettent le code correspondant à la serrure.
Pour certains smart locks, il n'est pas nécessaire que le smartphone soit à proximité. La transmission peut également être effectuée par Internet. L'utilisateur peut ainsi télécommander la serrure quand il est en route ou encore laisser rentrer des invités.
Le code avec lequel le smart lock s'ouvre est unique de sorte que ce dernier soit en mesure de précisément identifier le périphérique. Il est ainsi possible de suivre à tout moment qui a manipulé la serrure et quand elle a été manipulée. Il est d'autre part également possible de donner accès à certains périphériques seulement pour une période de temps bien précise.

## Normes de transmission

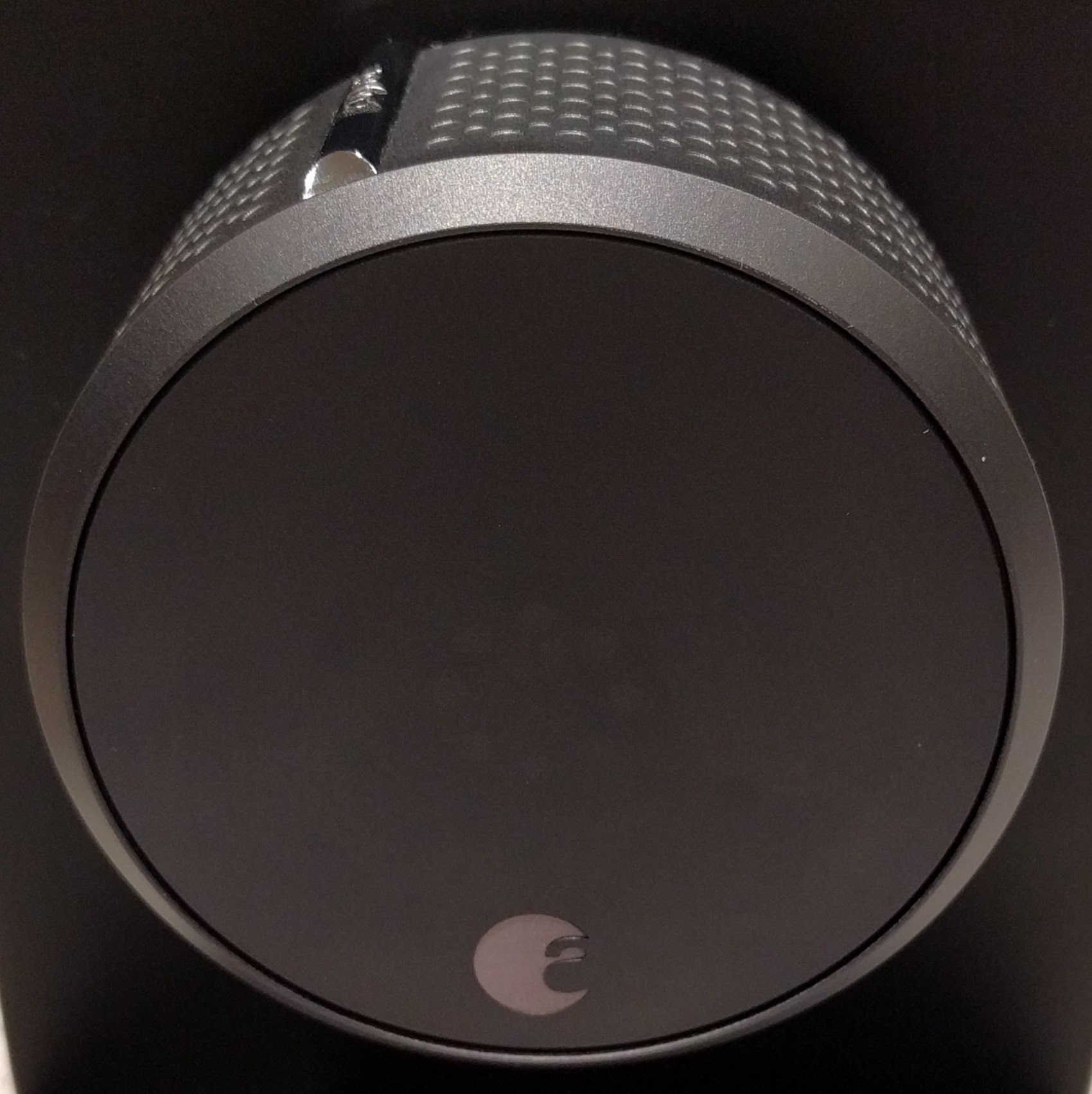
La serrure intelligente Silver August de deuxième génération, dans l'état déverrouillé

### Bluetooth
Le grand avantage du Bluetooth comme norme de transmission pour smart locks est sa basse consommation électrique, en particulier quand le standard "Bluetooth Low Energy" est utilisé. Étant donné que les smart locks sont la plupart du temps alimentés par des batteries, la consommation électrique ne peut être négligée. Il est nécessaire pour déverrouiller le smart lock que ce dernier soit jumelé au périphérique. Cela n'est possible qu'avec les périphériques ayant été autorisés par l'administrateur. Le déverrouillage n'est possible en Bluetooth que sur de courtes distances, le déverrouillage par Internet n'est par conséquent pas directement possible,.

### Z-Wave
Z-Wave est une norme de transmission ayant été développée spécifiquement pour la Domotique et est utilisée pour la communication entre différents appareils électroniques. Cela donne certains avantages aux installations "Smart Home" plus complètes. Le grand inconvénient est, que, par exemple, les smartphones ne peuvent pas directement s'en servir pour communiquer, mais seulement via une autre norme avec un concentrateur[Lequel ?] transmettant les signaux à la serrure au moyen de Z-Wave. Étant donné que les dispositifs Z-Wave émettent les signaux les uns aux autres, leur portée peut être sensiblement plus élevée en utilisant plusieurs périphériques dans la maison plutôt qu'en utilisant le Bluetooth.

### Wi-Fi
Les smart locks directement connectés à un routeur Wi-Fi ne sont pas vraiment communs. Sont toutefois utilisés des concentrateurs connectant le smart lock au réseau sans fil puis à Internet afin d'être en mesure d'opérer des smart locks hors de la portée du Bluetooth ou du Z-Wave. En plus d'opérer sur Internet, un autre avantage est que les smart locks avec prise en charge Wi-Fi peuvent également être opérés au moyen d'assistants personnels intelligents (« Smart Assistants ») tels que Google Home, Amazon Echo ou Siri. Les modèles August Connect (Z-Wave) et Nuki Bridge (Bluetooth) sont ici des exemples typiques.

### NFC
Peu en vogue avant 2017, une frange de smart locks en commercialisation utilise désormais la technologie NFC pour la transmission. L'avantage est que les smart locks eux-mêmes ne nécessitent plus une alimentation mais sont en mesure d'utiliser l'énergie d'induction du smartphone. Le smartphone scanne dans ce cas le tag RFID intégré au smart lock. Cela fait ainsi fonctionner le smart lock NFC de façon contraire aux autres variantes pour lesquelles la serrure fonctionne comme un lecteur, pas le smartphone,.

### Serrure biométrique
Quelques serrures intelligentes utilisent aussi des caractéristiques biométriques. Après avoir revêtu un caractère expérimental, l'empreinte digitale est devenue un standard commun.

## Sécurité
D'une façon générale, les smart locks n'augmentent ou ne diminuent pas la sécurité des serrures sous-jacentes. Une infraction par rupture de la porte ou crochetage n'est ainsi pas plus ou moins facile. Les smart locks offrent cependant certains avantages en matière de sécurité. Cela permet de réaliser un suivi précis des périphériques ayant été utilisés pour verrouiller ou déverrouiller une serrure. Un smart lock peut par ailleurs servir à invalider la « clé », par exemple le smartphone, en cas de perte ou de vol, ce qui n'est pas possible dans le cas d’une clé mécanique.
Il y a, comme avec presque tous les dispositifs Smart Home, des failles possibles en matière de sécurité informatique et de potentielles attaques de hacker. Les experts ont effectivement eu la possibilité de contourner ces limitations pour la majorité des smart locks présents sur le marché. Seuls 4 modèles sur 16 ont été en mesure de résister aux attaques dans le cadre d'un test réalisé aux États-Unis en 2016. Alors que la lecture des mots de passe était possible pour certains modèles bon marché, il a fallu beaucoup plus de compétences à cette fin pour d'autres modèles.
Un test réalisé par l'institut indépendant de sécurité informatique AV-Test en Allemagne a, en 2017, d'autre part attribué une bonne, voire excellente, évaluation aux smart locks les plus communs des régions germanophones. Seul le modèle autrichien Nuki a reçu une excellente évaluation dans toutes les domaines testés, mais pour 5 des 6 modèles testés, la possibilité d'une attaque réussie n'est que théorique.